# Берлінський синдром
«Берлінський синдром» (англ. Berlin Syndrome) — австралійсько-німецька драма режисерки Кейт Шортленд, що вийшла 2017 року. Стрічка створена на основі однойменного роману Мелані Джоостен і розповідає про австралійку, яку полонив навіжений німець. У головних ролях Тереза Палмер, Макс Рімельт, Маттіас Габіч.
Вперше фільм продемонстрували 20 січня 2017 року у США на кінофестивалі «Санденс», а у широкому кінопрокаті в Україні показ фільму має розпочатися 16 листопада 2017 року.

## Опис
Під час відпустки в Берліні Клер знайомиться зі шкільним учителем Енді, і між ними відразу пробігає іскра. Після спільної прогулянки по місту вони проводять ніч разом, але те, що на перший погляд здається початком бурхливого роману, несподівано приймає зловісний оборот.

## У ролях
| Актор         | Персонаж        | Роль                   |
| ------------- | --------------- | ---------------------- |
| Тереза Палмер | Клер            | австралійська туристка |
| Макс Рімельт  | Енді Вернер     | німець                 |
| Маттіас Габіч | Еріх            | батько Енді            |
| Емма Бадінг   | Франка Гуммельс | гімнастка              |

## Створення фільму

### Знімальна група
- Кінорежисер — Кейт Шортленд
- Сценарист — Шон Грант
- Кінопродюсер — Поллі Станіфорд
- Виконавчі продюсери — Наїма Абед, Скотт Отто Андерсон, Енджі Філдер, Емілі Джорджес, Олівер Лоуренс, Троя Лум, Таня Мейснер, Сесілія Річі, Флоренція Турбіер
- Композитор — Бріоні Маркс
- Кінооператор — Джермейн МакМікінг
- Кіномонтаж — Джек Гатчінгс
- Підбір акторів — Аня Дірберг, Кірсті МакГрегор
- Художник-постановник — Мелінда Дорінг
- Артдиректори — Сильке Фішер і Джані Паркер
- Художник по костюмах — Марія Паттісон[4].

## Сприйняття

### Оцінки
Від кінокритиків фільм отримав схвальні відгуки: Rotten Tomatoes дав оцінку 73 % на основі 78 відгуків від критиків (середня оцінка 6,3/10). Загалом на сайті фільм має схвальні оцінки, фільму зарахований «стиглий помідор» від фахівців, Metacritic — 70/100 на основі 17 відгуків критиків. Загалом на цьому ресурсі від фахівців фільм отримав схвальні відгуки.
Від пересічних глядачів фільм отримав змішані відгуки: на Rotten Tomatoes 53 % зі середньою оцінкою 3,3/5 (4 127 голосів), фільму зарахований «розсипаний попкорн», на Metacritic — 6,0/10 на основі 20 голосів, Internet Movie Database — 6,3/10 (11 165 голосів).

### Виноски
1. 1 2 3  Прем'єри 2017. MUST SEE MOVIE. Архів оригіналу за 28 жовтня 2017. Процитовано 28 жовтня 2017. [Архівовано 2017-10-28 у Wayback Machine.]
2. 1 2  Berlin Syndrome: Release Info (англійською) . Internet Movie Database. Архів оригіналу за 7 квітня 2017. Процитовано 28 жовтня 2017.
3. 1 2  Берлінський синдром. Kino-teatr.ua. Архів оригіналу за 25 травня 2022. Процитовано 28 жовтня 2017.
4. ↑  Berlin Syndrome: Full Cast & Crew (англійською) . Internet Movie Database. Архів оригіналу за 7 квітня 2017. Процитовано 28 жовтня 2017.
5. 1 2  Berlin Syndrome (англійською) . Rotten Tomatoes. Архів оригіналу за 27 листопада 2017. Процитовано 18 листопада 2017.
6. 1 2  Berlin Syndrome (англійською) . Metacritic. Архів оригіналу за 23 жовтня 2017. Процитовано 18 листопада 2017.
7. ↑  Berlin Syndrome (англійською) . Internet Movie Database. Архів оригіналу за 14 листопада 2017. Процитовано 18 листопада 2017.